# Nemoria vinocincta
Nemoria vinocincta är en fjärilsart som beskrevs av W. Warren 1901. Nemoria vinocincta ingår i släktet Nemoria och familjen mätare. Inga underarter finns listade i Catalogue of Life.